# Frédéric Cuvier
Aquest autor és citat en taxonomia animal amb el nom «F. Cuvier».
Frédéric Cuvier (28 de juny del 1773-24 de juliol del 1838) fou un zoòleg francès. Era el germà petit del cèlebre naturalista i zoòleg Georges Cuvier.
Frédéric fou el conservador en cap de la col·lecció d'animals del Muséum d'Histoire Naturelle de París entre el 1804 i el 1838.Descrigué el panda vermell comú (Ailurus fulgens) el 1821. Fou elegit membre estranger de la Royal Society el 1835. El 1837 es creà la càtedra de fisiologia comparada al Muséum especialment per ell.
Juntament amb Étienne Geoffroy Saint-Hilaire fou l'autor de l'obra Histoire naturelle des mammifères (4 vols., 1819–1842).